# 51-й меридіан західної довготи
51-й меридіан західної довготи — лінія довготи, що лежить на 51 градус західніше Гринвіцького меридіана. Вона проходить від Північного полюса через Північний Льодовитий океан, Гренландію, Атлантичний океан, Південну Америку, Південний океан та Антарктиду до Південного полюса.
51-й меридіан західної довготи формує велике коло разом із 129-тим меридіаном східної довготи.

## Список географічних об'єктів, що перетинає 51° зх. д.
Починаючи на Північному полюсі та рухаючись до Південного полюса, 51-й меридіан західної довготи проходить через:
| Координати                                                 | Країна, територія або море | Примітки |
| ---------------------------------------------------------- | -------------------------- | --- |
| 90°0′ пн. ш. 51°0′ зх. д. / 90.000° пн. ш. 51.000° зх. д.  | Північний Льодовитий океан | |
| 83°39′ пн. ш. 51°0′ зх. д. / 83.650° пн. ш. 51.000° зх. д. | Море Лінкольна             | |
| 82°31′ пн. ш. 51°0′ зх. д. / 82.517° пн. ш. 51.000° зх. д. | Гренландія                 | Проходить через Землю Вульфа[en] |
| 82°24′ пн. ш. 51°0′ зх. д. / 82.400° пн. ш. 51.000° зх. д. | Фьорд Шерарда Осборна[en]  | |
| 81°57′ пн. ш. 51°0′ зх. д. / 81.950° пн. ш. 51.000° зх. д. | Гренландія                 | Проходить через півострів Нууссуак і острів Аллутток[en] |
| 69°32′ пн. ш. 51°0′ зх. д. / 69.533° пн. ш. 51.000° зх. д. | Затока Діско               | |
| 69°20′ пн. ш. 51°0′ зх. д. / 69.333° пн. ш. 51.000° зх. д. | Гренландія                 | |
| 63°8′ пн. ш. 51°0′ зх. д. / 63.133° пн. ш. 51.000° зх. д.  | Атлантичний океан          | |
| 3°6′ пн. ш. 51°0′ зх. д. / 3.100° пн. ш. 51.000° зх. д.    | Бразилія                   | Амапа Пара — проходить через острови в гирлі Амазонки Мату-Гросу Гояс Мату-Гросу-ду-Сул Мінас-Жерайс Сан-Паулу Парана Санта-Катарина Ріу-Гранді-ду-Сул — проходить через лагуну Патус |
| 31°20′ пд. ш. 51°0′ зх. д. / 31.333° пд. ш. 51.000° зх. д. | Атлантичний океан          | |
| 60°0′ пд. ш. 51°0′ зх. д. / 60.000° пд. ш. 51.000° зх. д.  | Південний океан            | |
| 77°1′ пд. ш. 51°0′ зх. д. / 77.017° пд. ш. 51.000° зх. д.  | Антарктида                 | Проходить через Аргентинську Антарктиду та Британську Антарктичну Територію (претендують Аргентина та Велика Британія)                                                                |